# Конрад фон Алефелдт
Конрад фон Алефелдт (на немски: Conrad von Ahlefeldt; * 1 декември 1705 в Кил; † 16 март 1786 в Итцехое) е благородник от род Алефелдт/Алефелд от Холщайн, датски граф, камерхер, кралски датски генерал-лейтенант, шеф на пехотата, господар в имението Ешелсмарк и „рицар на Ордена Данеброг“.
Той е син на датския граф Кай Буркхард фон Алефелдт (1671 – 1718) и съпругата му Шартота Амалия фон Холщайн (1681 – 1752), дъщеря на полковник-лейтенант Адам Кристофер фон Холщайн (1631 – 1690) и Катрина Кристина Ревентлов (1647 – 1704). Сестра му Доротея фон Алефелдт (1702 – 1792) е омъжена на 31 януари 1721 г. за Ото фон Квален (1697 – 1767).
Конрад фон Алефелдт умира на 81 години на 16 март 1786 в Итцехое.

## Фамилия
Конрад фон Алефелдт се жени на 3 декември 1734 г. в Саксторп за Хедевиг Алефелдт (* 10 септември 1710 в Дамп; † 4 ноември 1777 в Итцехое), дъщеря на Йорген/Юрген фон Алефелдт-Дамп (1682 – 1728) и Маргрета Хедевиг фон Алефелдт (1690 – 1744). Те имат (вероятно) дъщеря:
- Хелвиг фон Алефелдт (* 6 август 1748; † 26 юли 1781), омъжена на 22 юли 1768 г. за Дитлев/Детлев фон Алефелдт (* 15 май 1747; † 22 декември 1796), господар в Саксторп, кралски датски камерхер, държавен съветник, син на Йохан Рудолф фон Алефелдт (1712 – 1770) и Маргрета Олегард фон Брокдорф (1707 – 1763); имат син